# Marilia amnicola
Marilia amnicola är en nattsländeart som beskrevs av Oliver S. Flint Jr. 1968. Marilia amnicola ingår i släktet Marilia och familjen böjrörsnattsländor. Inga underarter finns listade i Catalogue of Life.